# Cediopsylla simplex
Cediopsylla simplex är en loppart som först beskrevs av Baker 1895.  Cediopsylla simplex ingår i släktet Cediopsylla och familjen husloppor. Inga underarter finns listade i Catalogue of Life.